# Молодший сержант
Молодший сержант — військове звання в Збройних силах України та багатьох країн, за рангом нижче за сержанта і вище за старшого солдата. Разом з військовими званнями сержант, старший сержант, старшина належить до сержантського і старшинського складу Збройних Сил.
За військовим званням молодший сержант є начальником — для солдатів однієї з ними військової частини. Може виступати командиром відділення.
У категорії військовослужбовців корабельного складу ВМС України званню молодший сержант відповідає звання старшина II статті. В арміях більшості країн світу званню молодший сержант умовно відповідає звання «капрал».

## Україна

### Звання в Збройних Силах України
Збройні Сили України які утворилися в 1991 році внаслідок розпаду СРСР, перейняли радянський зразок військових звань, а також радянських знаків розрізнення.
В Українській армії було три сержантських звання молодший сержант, сержант, старший сержант. Звання молодшого сержанта було з них найменшим за рангом. Знаками розрізнення молодшого сержанта були дві стрічки на погоні (знаки розрізнення перейняті від Радянської армії і які були введені в ній в 1943 році).

#### Зміни 2009 року
В 2009 році була зроблена спроба зміни знаків розрізнення військовослужбовців Збройних сил України.  Ці нововведення були спрямовані на наближення до стандартів НАТО. Стрічки на погонах сержантського та старшинського складу повинні були замінені на знаки розрізнення у вигляді певної кількості кутів. Слід зауважити, що знаки розрізнення прапорщиків повинні були наближені до сержантського складу (раніше мали знаки розрізнення подібні до офіцерів). Знаками розрізнення молодшого сержанту за цими нововведеннями ставали два кути на погонах.  
Експериментальні знаки розрізнення 2009 року  повністю не набули широкого вжитку. Якщо система знаків розрізнення офіцерського корпусу не змінилася, то пропозиція 2009 року для сержантського та старшинського складу ВПС здобула широке визнання.

#### Реформа2016року
5.07.2016 року був затверджений Президентом України «Проєкт однострою та знаки розрізнення Збройних Сил України», де серед іншого були розглянуті зміни серед військових звань та нові знаки розрізнення військовослужбовців. Кількість сержантських звань повинна була значно розширитися. Так за Проєктом кількість сержантських звань налічувала сім (сержант, старший сержант, головний сержант, штаб-сержант, головний штаб-сержант, майстер-сержант, головний майстер-сержант). Звання молодшого сержанта замінювалося на звання капрал. Здебільшого нововведенні знаки розрізнення сержантського та старшинського складу були побудовані на основі знаків розрізнення 2009 року. 
18.07.2017 року виходить наказ Міністерства оборони України №370 «Про затвердження Зразків військової форми одягу та загальних вимог до знаків розрізнення військовослужбовців та ліцеїстів військових ліцеїв» , де частково затверджуються нововведення 2016 року. Так вводилися перехідні знаки розрізнення зі збереженням старих військових звань зразку 1991 року. Молодший сержант отримав по два кути на погон.

#### Зміни2019року
В 2019 році Верховна рада України, затвердила законопроєкт яким скасовувалися звання прапорщик та мічман, а також вводилися нові сержантські звання. Так до сержантського та старшинського складу входили звання: молодший сержантський та старшинський склад (молодший сержант, сержант), старший сержантський та старшинський склад (старший сержант, перший сержант, штаб-сержант), вищий сержантський та старшинський склад (майстер-сержант, старший майстер-сержант, головний майстер-сержант) .

#### Реформа2020року
30.06.2020 року виходить наказ Міністерства оборони України №238 «Про внесення змін до наказу Міністерства оборони України від 20 листопада 2017 року N 606» , де фігурують нові сержантські звання та надано опис знаків розрізнення.
4 листопада 2020 року виходить наказ Міністерства оборони України №398 «Про затвердження Змін до Правил носіння військової форми одягу та знаків розрізнення військовослужбовцями Збройних Сил України, Державної спеціальної служби транспорту та ліцеїстами військових ліцеїв», де серед іншого надавався опис знаків розрізнення та опис одностроїв, а також надано зображення знаків розрізнення.
До сержантського та старшинського складу входять військові звання: молодший сержант, сержант, старший сержант, головний сержант, штаб-сержант, майстер-сержант, старший майстер-сержант, головний майстер-сержант. Знаки розрізнення побудовані на комбінації шевронів (кутів) та дугових шевронів, які розміщені на погоні. Знаками розрізнення молодшого сержанта залишилися два кути на погоні. 
Попередні знаки розрізнення молодшого сержанта, Україна
|                |                |                |
| 1991-2016      | 1991-2016      | 2009-2016      |
| Сухопутні сили | Повітряні сили | Повітряні сили |

### Правоохоронні органи України
Однією з країн, що в 1991 році залишили міліційну систему правоохоронних органів стала Україна. Серед спеціальних звань української міліції, збереглося і звання молодший сержант міліції.
Після отримання в 1991 році Україною незалежності, перший час в міліції використовувався однострій радянської міліції. Як і в збройних силах у міліції знаками розрізнення молодшого сержанта були дві стрічки на погоні (чи дві металізовані прямокутні плитки). 
Постановою Верховної Ради України від 22 квітня 1993 р. № 3135-XII «Про спеціальні звання, формений одяг та знаки розрізнення в органах внутрішніх справ України» встановлені спеціальні звання для осіб начальницького та рядового складу органів внутрішніх справ.
Згідно з наказом МВС України №535 від 24 травня 2002 року «Про затвердження Правил носіння форменого одягу та знаків розрізнення особами начальницького і рядового складу органів внутрішніх справ, військовослужбовцями спеціальних моторизованих військових частин міліції внутрішніх військ Міністерства внутрішніх справ України» були переглянуті знаки розрізнення та однострої . Знаками розрізнення сержантського та старшинського складу стають кути на погоні. Молодший сержант міліції мав на кожному погоні по два кути. 
2 липня 2015 року згідно зі ст. 80 розділу VII («Загальні засади проходження служби в поліції») Закону України «Про Національну поліцію», були встановлені спеціальні звання поліції. Нові звання дещо відрізняються від попередніх спеціальних звань міліції, звання капрал поліції належить до молодшого класу. Згідно з розділом XI «Прикінцеві та перехідні положення» при переатестації працівники міліції, що мали спеціальне звання молодший сержант міліції, отримують спеціальне звання капрал поліції. Капрали поліції отримали два кути на погон (як скасований молодший сержант міліції чи як запропоноване в 2016 році звання капрала ЗСУ).

## Аналог звання в різних державах

### Канада
Капрал (англ. Corporal (Cpl)) в Армії та Військово-Повітряних Силах Канади. Перше звання серед сержантського складу (англ. non-commissioned officer rank) в збройних сил країни.

### Німеччина
Унтер-офіцер (нім. Unteroffizier) військове звання в Армії Німеччини серед сержантського складу збройних сил. Умовно можливо порівняти з військовим званням молодшого сержанта та капрала в інших країнах за ступенем відповідальності та виконання функціональних обов'язків.

#### Війська СС
В часи Третього Рейху у військах СС було еквівалентно званню «унтершарфюрер»

### США
В Армії США військове звання капрал (англ. Corporal (CPL)) є вищим за звання спеціаліст та нижчим за сержанта, але має той же рівень Е-4, як і спеціаліст. Проте, на відміну від спеціаліста капрал належить до сержантського складу Армії (англ. non-commissioned officer).
У морській піхоті США (англ. United States Marine Corps) військове звання капрал (англ. Corporal (Cpl)) є четвертим за ступенем військовим званням, вищим за молодшого капрала (англ. Lance Corporal) та нижчим за сержанта (англ. Sergeant) Морської піхоти США.
Знаки розрізнення молодшого сержанта (капрала)

Знак розрізнення капрала Армії США
Знак розрізнення капрала Корпусу Морської Піхоти США
Погон капрала десантника армії Італії